# Kloster Studenica

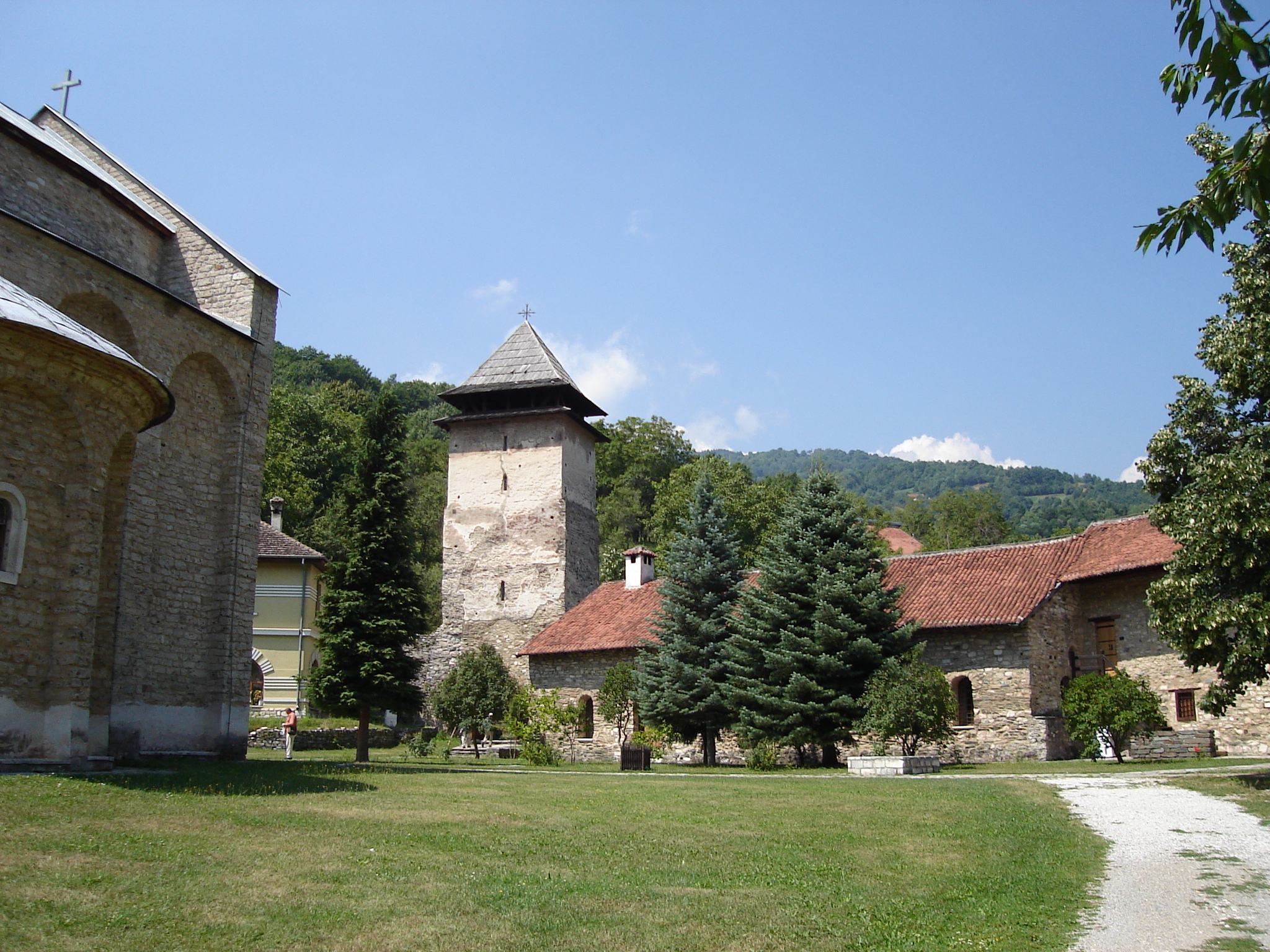
Westtor des Klosters

Das Kloster Studenica (serbisch Манастир Студеница Manastir Studenica) wird als die Wiege des serbischen Königreiches angesehen. Neben dem Athos-Kloster Hilandar und der Bischofskirche des Klosters Žiča ist es das weitaus größte der drei serbisch-orthodoxen Klöster, die den Ehrentitel Lawra tragen. Im Jahre 1986 wurde das mittelalterliche Kloster zum UNESCO-Weltkulturerbe erklärt.

## Geschichte
In einem waldreichen Gebirgskessel westlich des zur heutigen Opština Kraljevo gehörenden Ortes Ušće gelegen, war das Kloster seit seiner Entstehung im ausgehenden 12. Jahrhundert überaus bedeutend und wurde alsbald das wohlhabendste aller serbischen Klöster. In der Blütezeit umfasste die sehr große Anlage rund ein Dutzend Kirchen und Paläste und bot innerhalb der Klostermauern einigen hundert Menschen Platz. 
Serbien lag im frühen Mittelalter zwischen zwei großen Machtblöcken, dem fränkischen Westen und dem byzantinischen Osten. Das zwang die serbischen Machthaber zu geschicktem politischen Lavieren. In einer Zeit des schwächer werdenden Byzantinischen Reiches gelang es Stefan Nemanja, die serbischen Stämme zu einem serbischen Staat zu einen. Sein Sohn, der als der Heilige Sava bekannt wurde, stand als erster Erzbischof der neuen Serbisch-orthodoxen Kirche vor, die zum tragenden Pfeiler des jungen serbischen Staates wurde. Stefan Nemanja, der sechs Jahre nach der Klostergründung zu Gunsten seines zweiten Sohnes Stefan Prvovenčani abdankte, ging als Mönch Simeon auf den Berg Athos in das Kloster Hilandar. Bestattet wurde er jedoch im Kloster Studenica.

## Kirchen im Kloster
Drei Kirchen von ursprünglich zehn und das Refektorium (Speisesaal) sind heute noch auf dem von einer Ringmauer umgebenen Klostergelände erhalten. 

### Muttergotteskirche

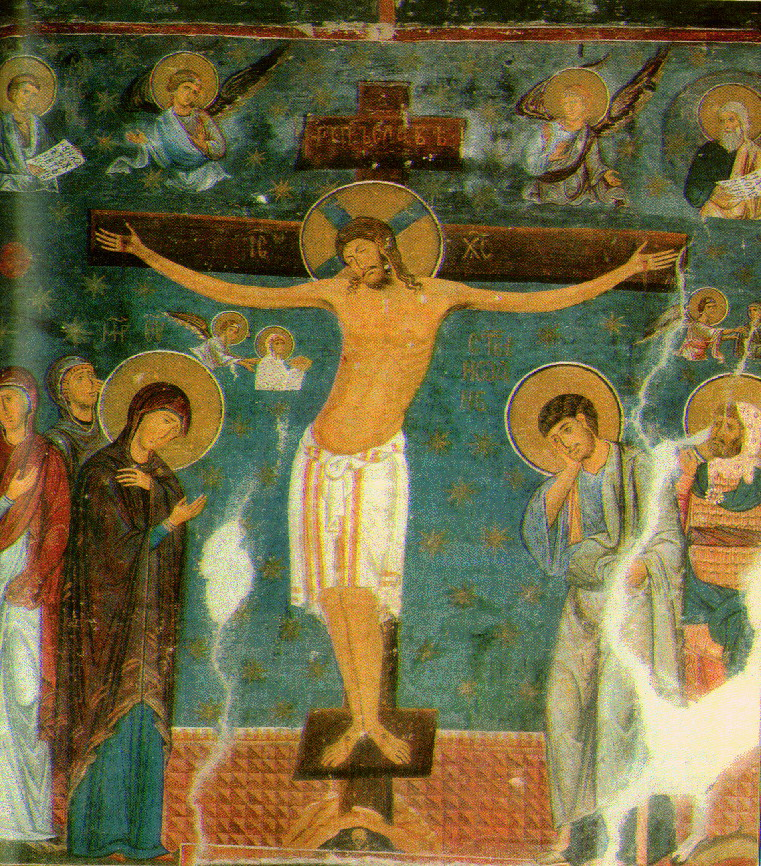
Kreuzigung Christi, 12. Jahrhundert, Muttergotteskirche

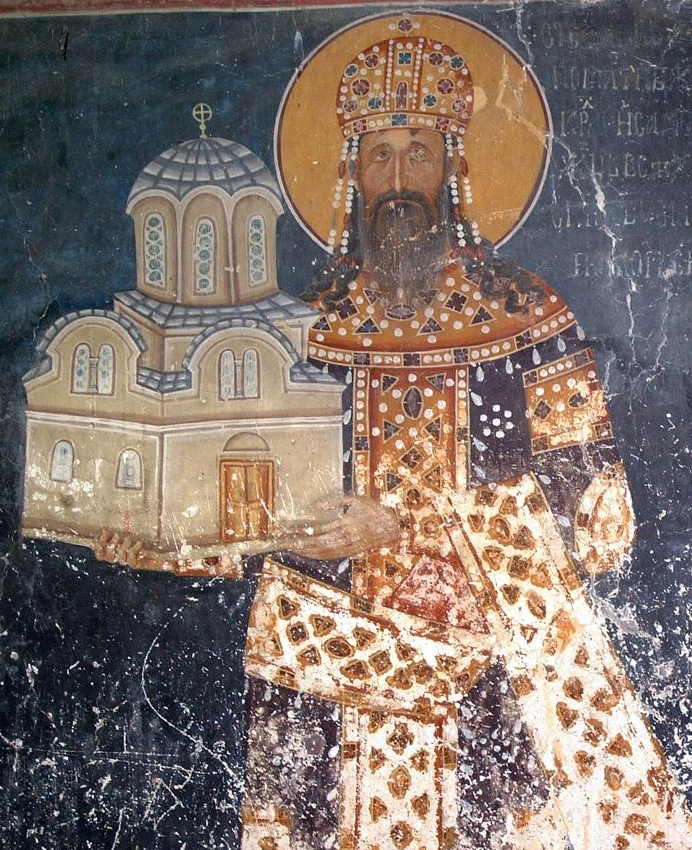
Stifterporträt, 14. Jahrhundert, Königskirche

Zentrum der Anlage ist die einschiffige Muttergotteskirche, die eine zwölfeckige Vierungskuppel besitzt und in ihrer Bauform vielen anderen serbischen Kirchen als Vorbild diente. Die reiche Dekoration an Portalen, Fenstern und Konsolen erinnert – da von italienischen Benediktinermönchen geschaffen – stark an die westeuropäische Romanik und ist in dieser Üppigkeit an serbischen Kirchen eher selten zu finden. Die künstlerisch weniger bedeutende Außenvorhalle, die unter Stefan Nemanja Enkel, König Stefan Radoslav, mit Fresken ausgestaltet wurde, verdeckt ein wenig das schöne spätromanische Westportal, das von einer thronenden Madonna im Bogenfeld sowie von Löwen und Greifen geschmückt ist. Der Innenraum der Kirche ist mit Wandmalereien bedeckt, die aus drei unterschiedlichen Epochen stammen. Die ältesten Fresken aus dem frühen 13. Jahrhundert sind nur teilweise erhalten, zählen aber zu den wertvollsten Werken jenes Jahrhunderts. Vermutlich arbeitete hier ein griechischer Maler aus Byzanz, der nicht die komplizierte Mosaiktechnik der großen byzantinischen Kirchen anwenden konnte, doch mit seinen „gemalten Mosaiken“ einen guten Ersatz fand. Die monumentale Kreuzigungsszene an der Westwand, in feierlichem Gold und Azurblau, strahlt erhabene Größe aus; sie ist das Meisterwerk dieses unbekannten Künstlers. Die jüngsten Malereien im Altarraum und im Schiff – sie zeigen den Tod Marias und den Klosterstifter Stefan Nemanja – entstanden in der zweiten Hälfte des 16. Jahrhunderts, als die Osmanen Serbien beherrschten.

### Königskirche
Die Königskirche, ein kleiner serbisch-byzantinischer Kuppelbau, wirkt neben der großen Muttergotteskirche deutlich bescheidener. König Stefan Uroš II. Milutin ließ sie als eine seiner zahlreichen Stiftungen erbauen, die von Serbien über Thessaloniki und den Berg Athos bis ins Heilige Land verstreut sind. Die beiden Hofmaler Euthychios und Michael dekorierten die Kirche fast vollständig mit Fresken zum Marienleben, die zu den gelungensten und harmonischsten der serbischen Freskenmalerei zählen. Die gut erhaltenen Wandbilder sind kleinformatig, voller Details und wirken lebensfroh und heiter wie aus dem Leben gegriffen: Besonders anmutig sind die Mädchenfiguren an der Nordwand gestaltet, die an der Einführung Marias in den Tempel teilnehmen. An der Südwand prüfen sie die Temperatur des Badewassers für Marias Sohn.

### Nikolauskirche
Schließlich gehört zur Klosteranlage auch die aus Bruchsteinen errichtete Nikolauskirche, deren um 1220 entstandene Fresken nur vereinzelt erhalten blieben: an der Westwand die Darstellung des Einzugs in Jerusalem und Frauen am Grab Christi.

## Fresken
Neben den großformatigen Fresken der Muttergotteskirche und der realistischen Darstellung der Kreuzigung Christi sind die vom griechischen Maler Michael Astrapes für König Milutin in der Königskirche ausgeführten Fresken der Palailogischen Renaissance von Bedeutung.

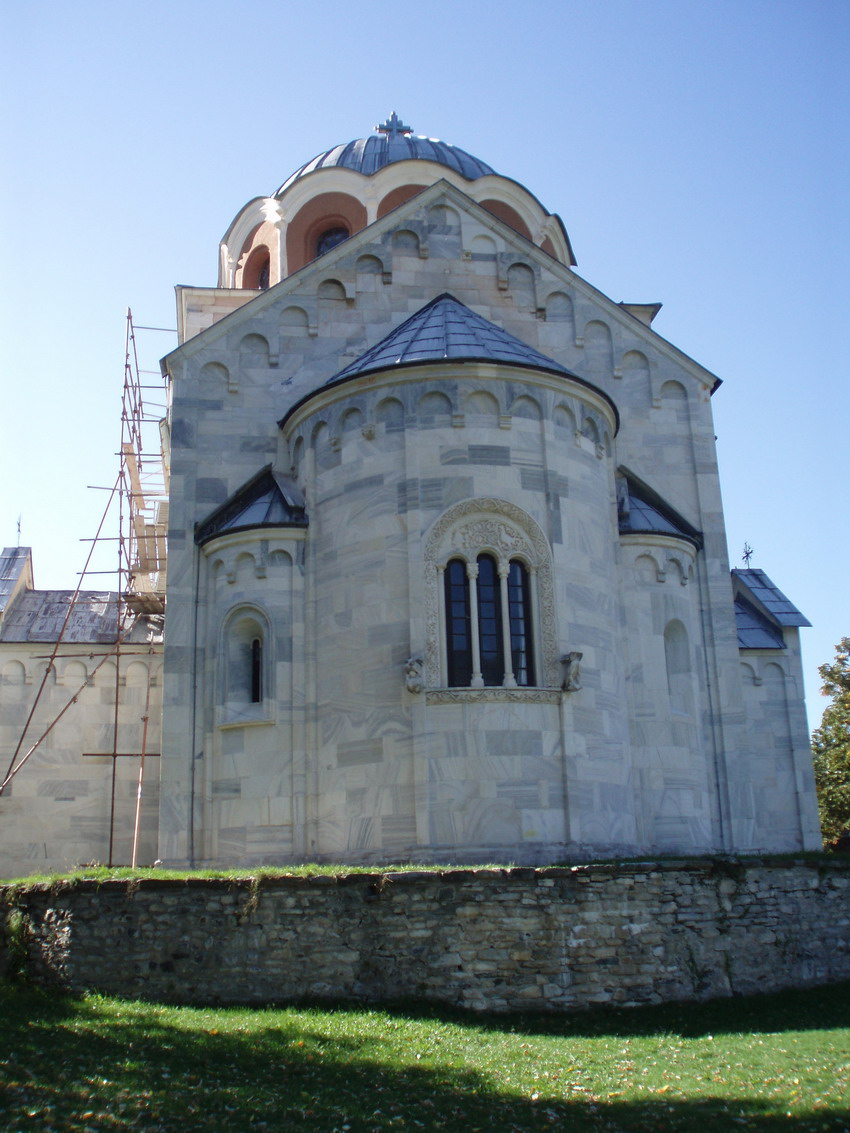
Apsis der Muttergotteskirche
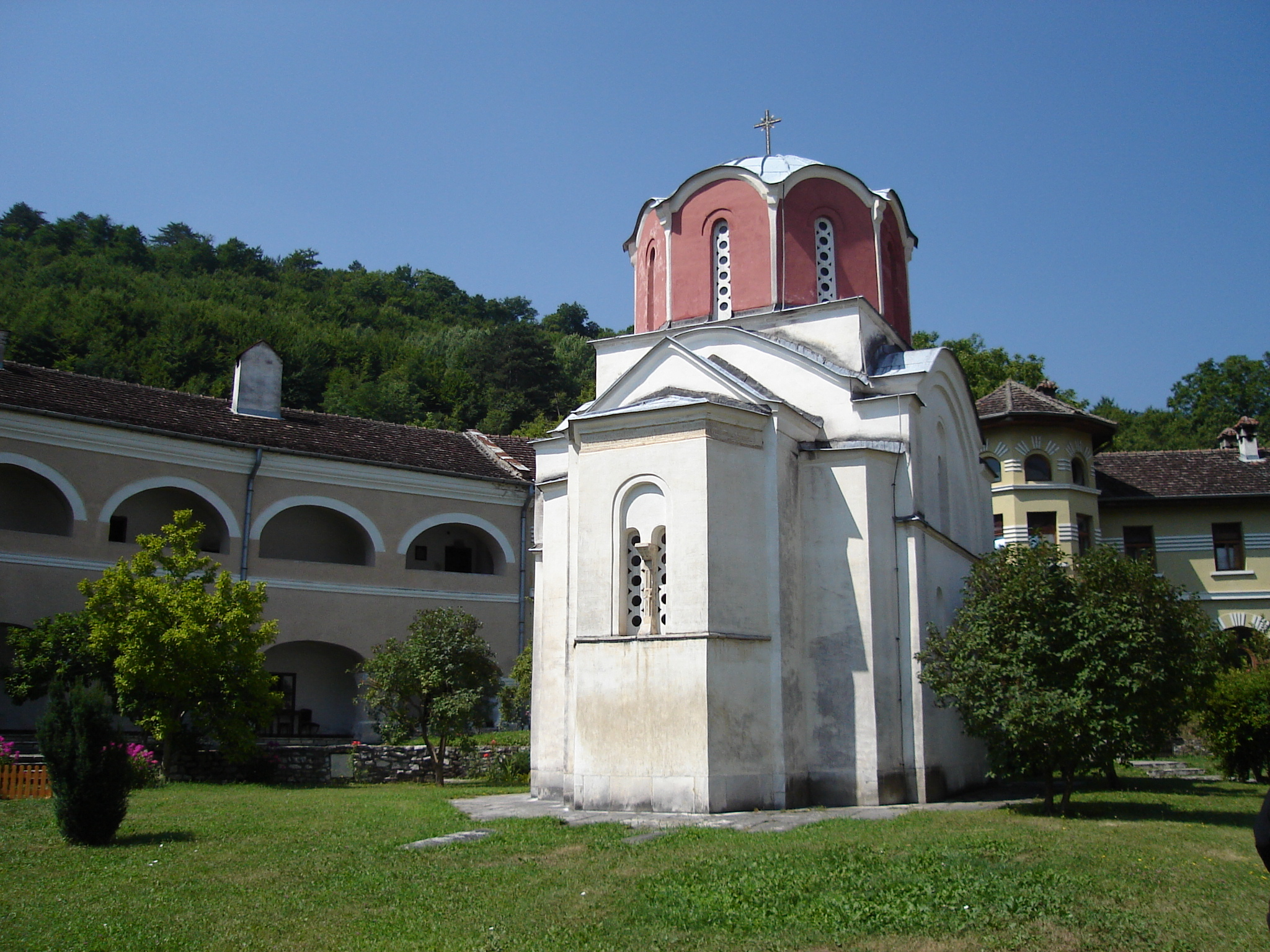
Königskirche
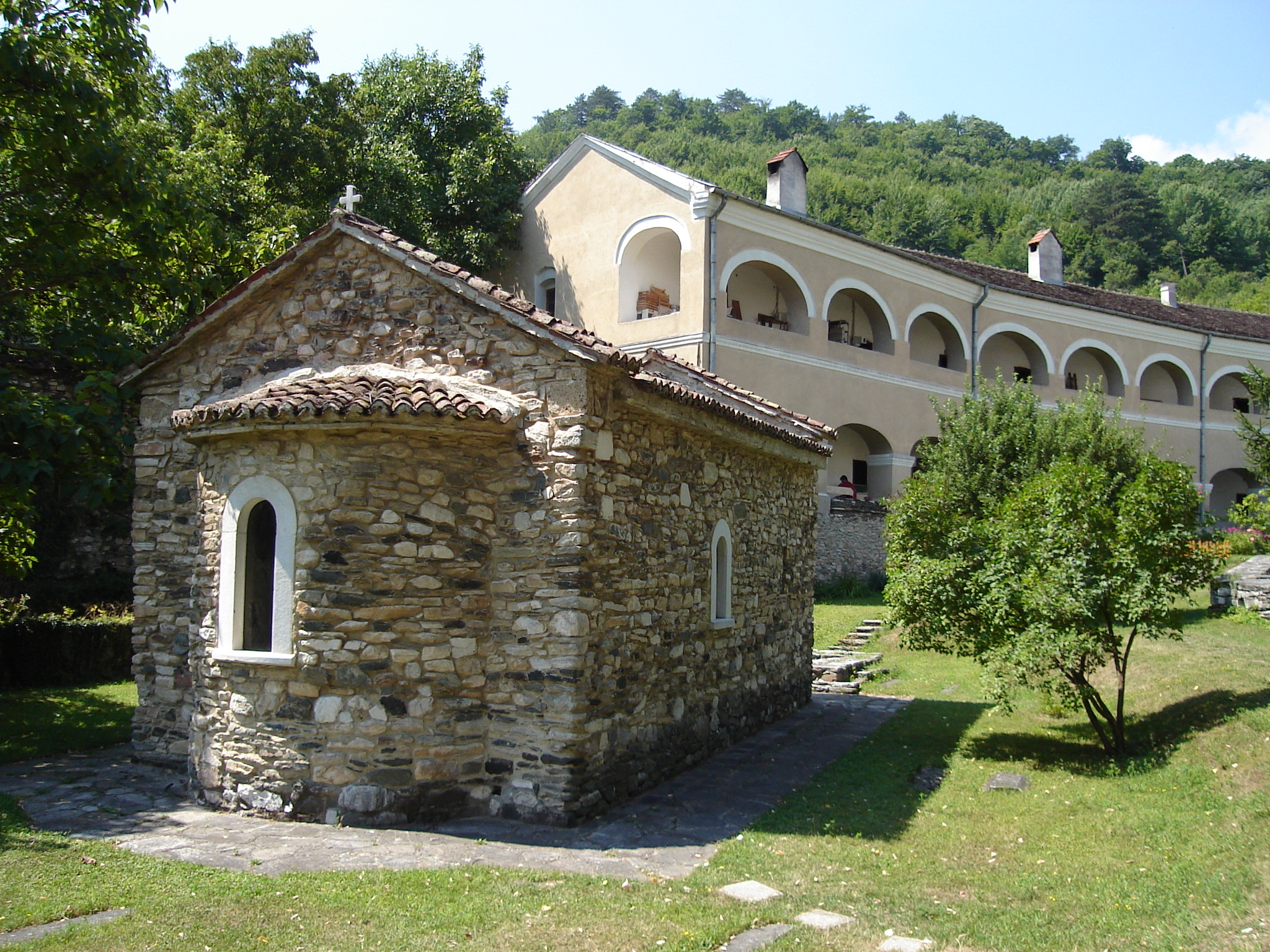
Nikolauskirche